# Sociologia marxista
La sociologia marxista si riferisce alla prospettiva marxista applicata alla sociologia. Si può riconoscere il marxismo come  filosofia politica e sociologia, in particolare nella misura in cui cerca di rimanere scientifico, sistematico e oggettivo piuttosto che puramente normativo e prescrittivo. La sociologia marxista può essere definita come "una forma di teoria del conflitto associato con [...] l'obiettivo del marxismo  di sviluppare una scienza positivista della società capitalista come parte della mobilitazione di una classe operaia rivoluzionaria." Il suo influsso è stato tanto importante che la Società Sociologica Americana ha una sezione dedicata ai temi della sociologia marxista; la sezione "ha lo scopo di esaminare come le intuizioni provenienti dalla metodologia e analisi marxista possono aiutare a spiegare le complesse dinamiche della società moderna". La sociologia marxista renderebbe più facile gli sviluppi della teoria critica e degli studi culturali come discipline non strettamente distinte.

## Concetti e temi
I concetti chiave della sociologia marxista includono: il materialismo storico, il modo di produzione, il rapporto tra capitale e lavoro. Alla sociologia marxista interessano, ma non solo, le relazioni tra società ed economia. Le domande chiave poste da essa includono:
- Come fa il capitale a controllare i lavoratori?
- Come le modalità della produzione influenzano la classe sociale?
- Qual è il rapporto tra lavoratori, il capitale, lo stato e la nostra cultura?
- Come i fattori economici influenzano le disuguaglianze, comprese quelle di sesso e razza?

Nel campo della teoria sociologica, la sociologia marxista, riconosciuta come uno dei maggiori paradigmi sociologici, è associata con le teorie critica e del conflitto.
Rispetto al marxismo, la sociologia marxista ha dimostrato di dar peso relativamente piccolo alla rivoluzione di classe.
In confronto con la filosofia marxista, la sociologia marxista si propone di sviluppare un obiettivo, la scienza politica economica della società invece di una filosofia critica della prassi.
In confronto con la sociologia economica, la sociologia marxista può essere vista come un sottoinsieme di quel campo, influenzato dal marxismo.